# De Kalb (Texas)
De Kalb ist eine Stadt im Bowie County im US-amerikanischen Bundesstaat Texas. Auf einer Fläche von etwa 3,4 Quadratkilometern leben 1527 Menschen (Stand: Volkszählung 2020).
De Kalb ist Teil der sozioökonomischen Region Ark-La-Tex, die Teile der vier Bundesstaaten Arkansas, Louisiana, Oklahoma und Texas umfasst.

## Geographie
De Kalb liegt im Nordosten des Bundesstaates Texas im Süden der Vereinigten Staaten, etwa 14 Kilometer von der nördlichen Grenze zu Oklahoma und 50 Kilometer von der östlichen Grenze zu Arkansas entfernt. Die Stadt befindet sich in einer Seenlandschaft, die sich vom Nordosten Oklahomas bis zum Golf von Mexiko zieht. So liegt beispielsweise der 82 Quadratkilometer große Wright Patman Lake etwa 30 Kilometer südöstlich der Stadt. 15 Kilometer nördlich De Kalbs verläuft einer der längsten Flüsse der Welt, der Red River, der im Norden von Texas entspringt und nach 1966 Kilometern in den Atchafalaya River mündet, der wiederum den Mississippi River speist. Nördlich der Stadt befinden sich mehrere Naturreservate und State Parks, deren größter der über 120 Kilometer nordöstlich entfernt gelegene Ouachita National Forest mit einer Fläche von mehr als 7200 Quadratkilometern.
Nahegelegene Städte sind unter anderem Avery (14 km nordwestlich), New Boston (16 km östlich), Annona (26 km nordwestlich) und Clarksville (38 km nordwestlich). Nächste größere Stadt ist mit etwa 200.000 Einwohnern das etwa 125 Kilometer südöstlich entfernt gelegene Shreveport.

## Geschichte
Die Geschichte der Stadt beginnt etwa 1835, als der Politiker und Kriegsheld Davy Crockett auf seinem Weg zur Schlacht von Alamo hier Rast einlegte. Geschichten zufolge habe er die Bewohner nach dem Namen der Gemeinde gefragt, woraufhin die ihm keinen hätten nennen können. Auf die Idee hin, selber einen Namen vorzuschlagen, erinnerte er sich an den deutschamerikanischen General Johann von Kalb (engl. Johann de Kalb), woraufhin er die Stadt De Kalb nannte.
Ein wichtiger Grund für die Gründung der Gemeinde war die Etablierung einer lokalen Schule. So hatten einige der frühen Siedler des Gebietes 1839 die Gründung des DeKalb College durchgesetzt. Obwohl De Kalb zum ersten County Seat des Bowie County wurde und sich auf gutem Ackerland befand, wuchs die Stadt nur sehr beschwerlich. Ein Grund dafür war das schlecht ausgebaute Nahverkehrsnetz. Erst als 1876 die Texas and Pacific Railroad gebaut wurde, erhielt die Stadt eine Anbindung an das regionale Eisenbahnnetz und wuchs. So hatte sie bis 1884 bereits zwei Kirchen, eine Schule und eine Säge- und Getreidemühle; die Bevölkerungszahl lag bei etwa 200. Bis 1890 wuchs sie auf 500 an, bis dahin wurden weiterhin eine Bank und eine lokale Zeitung, die Flag, gegründet.
1980 erreichte die Einwohnerzahl mit 2217 ihren historischen Höhepunkt. Die Landwirtschaft der Stadt war von regionaler Bedeutung.

## Verkehr
Vom Nordwesten in den Südosten der Stadt führt der U.S. Highway 82, der von New Mexico im Westen bis nach Georgia im Osten verläuft. Nordwestlich der Stadt kreuzt er sich mit dem U.S. Highway 259, der von Heavener in Oklahoma nach Nacogdoches führt.
Etwa zehn Kilometer südöstlich der Stadt verläuft der Interstate 30, der unter anderem nach Fort Worth, Dallas und Little Rock führt.

## Demographie
Die Volkszählung 2000 ergab eine Einwohnerzahl von 1769 Menschen, verteilt auf 725 Haushalte und 477 Familien. Die Bevölkerungsdichte lag bei 521 Menschen pro Quadratkilometer. 66,7 % der Bevölkerung waren Weiße, 30,8 % Schwarze, 0,6 % Asiaten und unter 0,1 % Pazifische Insulaner. 0,7 % entstammten einer anderen Ethnizität, 1,2 % hatten zwei oder mehr Ethnizitäten, 2,4 % waren Hispanics oder Lateinamerikaner jedweder Ethnizität. Auf 100 Frauen kamen knapp 80 Männer. Das Durchschnittsalter lag bei 42 Jahren, das Pro-Kopf-Einkommen betrug 20.750 US-Dollar, womit über 28 % der Bevölkerung unterhalb der Armutsgrenze lebten.
Bis zur Volkszählung 2010 sank die Bevölkerungszahl auf 1699.

## Persönlichkeiten
- Dan Blocker (1928–1972), US-amerikanischer Schauspieler